# Durajaya
Durajaya is een bestuurslaag in het regentschap Cirebon van de provincie West-Java, Indonesië. Durajaya telt 4341 inwoners (volkstelling 2010).